# خير أباد (جلغة بهاباد)
خير أباد (بالفارسية: خیرآباد) هي قرية تقع في إيران في قسم جلغة الريفي. يقدر عدد سكانها بـ 193 نسمة بحسب إحصاء 2016.